# Doris Mandel
Doris Mandel (* 22. Mai 1948 in Hamburg) ist eine Hamburger Politikerin der SPD und ehemaliges Mitglied der Hamburgischen Bürgerschaft.

## Leben
Doris Mandel hat eine Ausbildung für den allgemeinen Verwaltungsdienst absolviert und übt heute den Beruf der Verwaltungsbeamtin aus. Sie arbeitet als Leiterin der Ortsdienststelle Hamburg-Osdorf.
Sie ist Mitglied in der Gewerkschaft Ver.di.

## Politik
Mandel ist seit 1974 Mitglied in der SPD. Sie war sechs Jahre stellvertretende Landesvorsitzende der Arbeitsgemeinschaft für Arbeit der SPD und sieben Jahre Mitglied des SPD-Landesvorstandes.
Mitglied der Hamburgischen Bürgerschaft war sie von 1997 bis 2008. Sie vertrat die SPD im Rechtsausschuss und im Sozialausschuss. Sie war Fachsprecherin ihrer Fraktion für das Thema Gleichstellung. Ihre politischen Schwerpunkte sind neben der Gleichstellung von Männern und Frauen, die Innenpolitik und die Sozialpolitik.